# Ping An Finance Centre
Il Ping An Finance Centre (in cinese: 平安国际金融中心) è un grattacielo di 115 piani situato a Shenzhen, nella provincia di Guangdong, in Cina. La torre fu commissionata dalla Ping An Insurance e progettata dallo studio di architettura statunitense Kohn Pedersen Fox.
Nel progetto originario era prevista la costruzione di una guglia di 61 m, che avrebbe portato l'altezza complessiva a 661 metri; tuttavia, a causa di restrizioni legate al vicino aeroporto di Shenzhen, la guglia non fu realizzata.
La torre è stata completata nel 2017; da quel momento è il quarto edificio più alto del mondo, nonché il secondo più alto in Cina.
Il complesso comprende anche un ponte, pianificato per il collegamento con futuri sviluppi nel sud dell'area.